# 吉川醸造
吉川醸造（きっかわじょうぞう、英: Kikkawa Jozo Co., Ltd.）は、神奈川県伊勢原市神戸に本社を置く酒造メーカー。

## 歴史
1912年（大正元年）創業。丹沢大山（古名を雨降山）の地下伏流水（硬度150）を仕込み水に使用した地酒を製造している。創業当初は味噌や醤油の生産も行っていた。
創業からの銘柄は「菊勇（）」。現在も地元を中心に流通している。醸造学博士の故杉山晋朔の薫陶を受けた「杉山流」などで知られる。
2021年に新たな銘柄「雨降（）」を発表した。ラベル文字は酒造の神を祀る大山阿夫利神社の神官の揮毫によるものである。
純米大吟醸だけでなく、低精白や低アルコールの日本酒にも力を入れており、海外への展開も積極的に行っている。

## 現地情報
所在地
神奈川県伊勢原市神戸681
アクセス
小田急伊勢原駅より神奈川中央交通バス 鶴巻温泉行きまたは下大槻団地行き バス停「神戸」下車徒歩5分

## 代表銘柄
- 雨降（）
- 菊勇（）

## 特徴
雨降山（丹沢大山の別名）の伏流水（日本では希少な硬度150 - 160の硬水）を使用している。

## 受賞履歴
- KURA MASTER（仏）：プラチナ賞、金賞
- IWC（インターナショナル・ワイン・チャレンジ、英）：ゴールド・シルバー・ブロンズメダル
- フェミナリーズ世界ワインコンクール（仏）：金賞、銀賞
- ボルドー酒チャレンジ（仏）：金賞、銀賞、銅賞
- スペイン国際酒類コンクール：金賞、銀賞
- ミラノ酒チャレンジ（伊）：プラチナ賞、ダブルゴールド賞、シルバー賞
- モナコサケアワード：金賞

等
- 第21回ガラスびんアワード2025（日本ガラスびん協会）：最優秀賞[6][7] - 「雨降///あふり酒界先導師」の1.8Lびん

## 商標問題
2023年、吉川醸造の「雨降」の商標に対し、ラーメン店「AFURI」を運営するAFURI株式会社が商標の取り消しや損害賠償等を求めて提訴、吉川醸造は「阿夫利」「あふり」が地域に根差した名称であり商標権の侵害には当たらないとの見解を表明した。
このうち商標の取り消しに係る訴訟については、2024年5月に知財高裁でAFURIの請求を退ける判決が下り、最高裁でも上告が棄却されたため、吉川醸造の勝訴が確定している。